# 恐角目
恐角目（學名：Dinocerata）是一群已經滅絕的哺乳動物，頭部擁有特別的角，嘴部則有長牙。恐角目生活在古新世至始新世之間。

## 分類
- 恐角目 Dinocerata
  - †犹因他兽科 Uintatheriidae
    - 猶因他獸亞科 Uintatheriinae
      - 原恐角獸屬 Prodinoceras
      - 深頜獸屬（英语：Bathyopsis） Bathyopsis
      - 猶因他獸屬 Uintatherium
      - Tetheopsis（英语：Tetheopsis）
      - 始王獸屬 Eobasileus

    - 戈壁獸亞科 Gobiatheriinae
      - 戈壁獸屬 Gobiatherium